# Loaded Dice (film)
Pour les articles homonymes, voir Loaded Dice.
Pour plus de détails, voir Fiche technique et Distribution.
Loaded Dice est un film muet américain réalisé par Burton L. King et sorti en 1913.

## Fiche technique
- Titre : Loaded Dice
- Réalisation : Burton L. King
- Scénario :
- Producteur : Thomas H. Ince
- Société de production : Kay-Bee Pictures
- Société de distribution : Mutual Film
- Pays de production :  États-Unis
- Langue : Anglais
- Format : Noir et blanc — 35 mm — 1,33:1 — Muet
- Genre : Film dramatique
- Durée : 10 minutes
- Date de sortie : 
  - États-Unis : 3 octobre 1913

## Distribution
- Walter Edwards : Tom Hood
- Louise Glaum :
- Frank Borzage :